# Arno Bieberstein

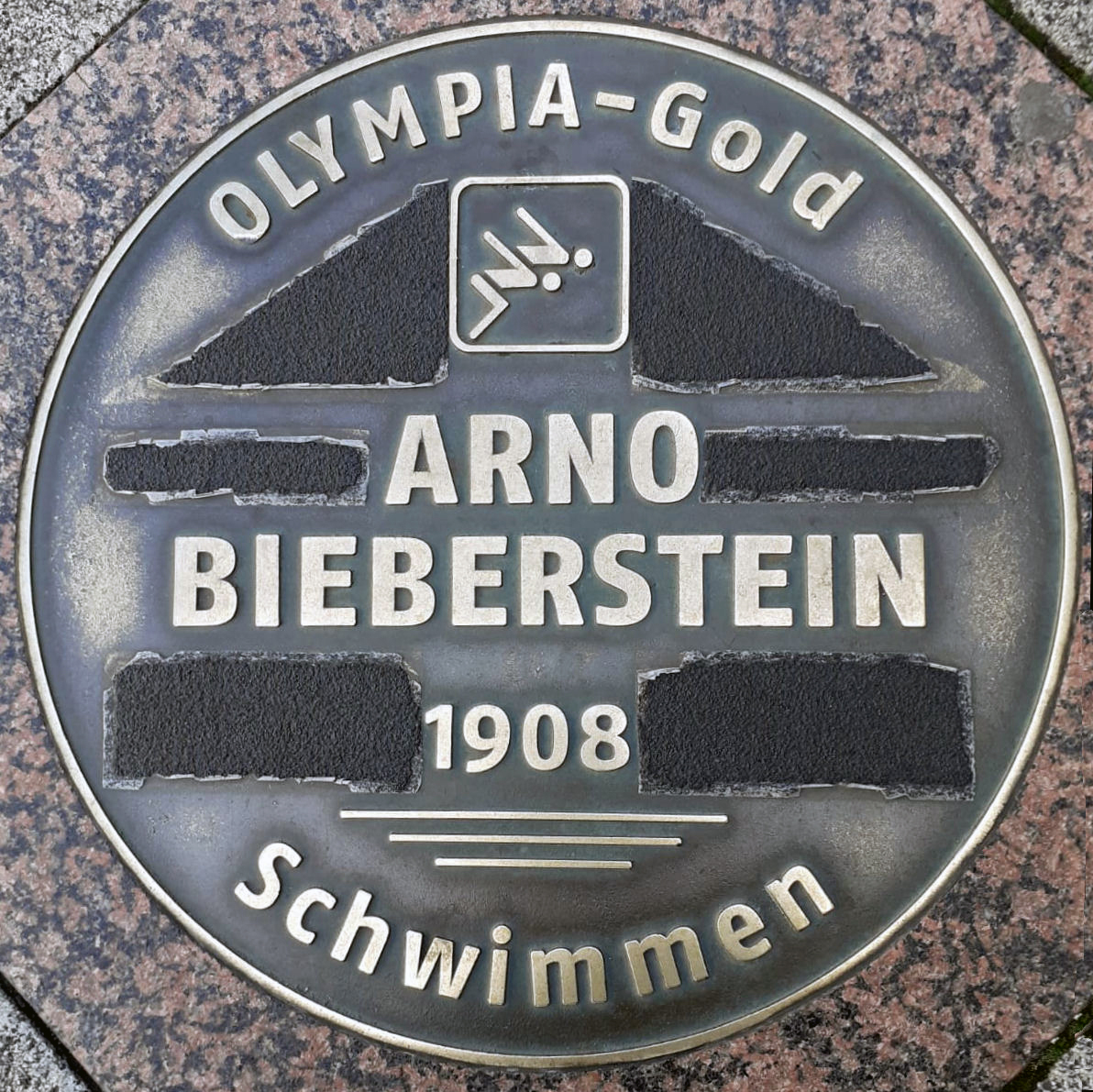
Sports Walk of Fame in Magdeburg

Arno Curt Bieberstein (* 23. Oktober 1883 in Magdeburg; † 17. Mai 1918 ebenda) war ein deutscher Schwimmer.
Arno Bieberstein war Sohn von Otto Bieberstein und Marie Bieberstein, geborene Stubenrauch. In seiner Laufbahn wurde der für den Magdeburger Schwimmverein Hellas 1904 startende Schwimmer bei den Deutschen Meisterschaften 1905 bis 1907 dreimal hintereinander Deutscher Meister über 100 m Rücken. Bei den Olympischen Spielen 1908 in London gewann er die Goldmedaille über 100 m Rücken.
Beruflich war Bieberstein als Bankkaufmann tätig. Im Jahr 1988 wurde er in die Ruhmeshalle des internationalen Schwimmsports aufgenommen.